# Frederick Herbert Torrington
Frederick Herbert Torrington   (Dudley, 20 d'octubre de 1837 - Toronto, 20 de novembre de 1917) va ser un organista, director d'orquestra, educador musical i compositor anglès-canadenc.
Torrington va completar formació de piano i orgue a Anglaterra, així com música coral amb Henry Hayward i James Fitzgerald i va treballar com a organista a Bewdley. El 1856 es va establir com a professor de música a Toronto i va ser organista i mestre de cor a l'església metodista "Great St James Street" l'any següent. També va treballar com a director d'orquestra i violinista i va ser Kapellmeister al "25è Regiment, Queen's Own Borderers". El 1860 va participar en un acte de celebració amb motiu d'una visita del príncep de Gal·les.
El 1868 va oferir un concert d'orgue al "Boston Music Hall". L'estiu de l'any següent va tornar a estar a la ciutat com a participant en el "Patrick Sarsfield Gilmore's mammoth National Peace Jubilee" i el setembre d'aquest mateix any es va convertir en organista de la Capella del Rei. El 1870 es va incorporar a la "Harvard Musical Association" com a violinista sota la direcció de Carl Zerrahn i, a partir del 1871, va ensenyar al "New England Conservatory of Music".
El 1873 va tornar a Toronto com a organista de l'Església Metodista Metropolitana i director de la Toronto Philharmonic Society, que va dirigir fins al 1894. Va dirigir les estrenes canadenques dels oratoris Elies de Mendelssohn (1874) i Paulus (1876) i va organitzar un festival de música a Toronto el 1886 i el 1894. Per al segon festival va fundar el "Festival Chorus", amb el qual va interpretar regularment el El Messies i altres oratoris fins al 1912.
A més, va ser director musical de l'Ontario Ladies College de Whitby (1874-82) i a la dècada de 1880 director de la Hamilton Philharmonic Society i va dirigir diverses orquestres d'aficionats a Toronto, que es consideren els precursors de la Toronto Symphony Orchestra, fundada el 1906. El 1888 va fundar el "Toronto College of Music", que va estar adscrit a la Universitat de Toronto el 1890, i va continuar sent el seu director fins a la seva mort. Entre els professors que va guanyar a la universitat hi havia Clarence Reynolds Lucas, Wesley Octavius Forsyth, Augustus Stephen Vogt, Herbert L. Clarke i Elliott Haslam.
El 1892 Torrington va esdevenir president de la "Canadian Society of Musicians". Després d'acabar la seva feina a l'església metropolitana, va treballar fins al 1915 com a organista a l'església metodista High Park. Com a compositor va sorgir amb música eclesiàstica, així com algunes obres i cançons corals seculars. El 1902 la Universitat de Toronto li va concedir un doctorat honoris causa. Un retrat de Torrington de John Wycliffe Lowes Forster el 1899 es troba a l'edifici Edward Johnson de la Universitat.

## Treballs
- Canadà, la joia de la corona, 1876
- Queda't amb mi, 1881
- Benvinguts a casa, valents voluntaris, 1885
- Jubileu de la reina, 1887
- Els fills del Canadà, 1900
- El nostre país i el nostre rei, 1901